# Silverspiken
Silverspiken som utmärkelse instiftades av Sällskapet Stallbröderna 1974 i samband med att regissören Torbjörn Axelman bröt benet och trots detta infann sig 2 dagar senare i inspelningsstudion på kryckor och i rullstol.
Utmärkelsen skall ges till en stressad och pressad stallbroder som alltför många åtaganden till trots lyckats utföra en berömvärd handling.
Priset består av en bit sjädränkt svartek i vilken en hästskosöm är islagen. 

## Följande har erhållit utmärkelsen
- 1974 Jan Halldoff
- 1976 Gus Dahlström
- 1984 Gösta Bernhard
- 1994 Bert-Åke Varg
- 1998 Torbjörn Axelman
- 1999 Dag Häggkvist
- 2000 Sven Melander